# Francisco Javier de Elío
Francisco Javier de Elío (Pamplona, 1767-València, 1822), militar, governador de Montevideo (1807-1810), últim virrei del Riu de la Plata (1810-1812), i capità general.
Va ser un dels principals protagonistes i responsables de la repressió contra liberals i/o constitucionals (vegeu Constitució de 1812) de l'absolutisme a València durant el regnat de Ferran VII (el mateix rei promulgà, precisament a València, un decret que restaurava l'absolutisme).
Va organitzar una policia o patrulla de vigilància a València després de la Guerra del Francés coneguda popularment com la ronda del Butoni per tal de combatre el bandolerisme, a causa del terror que produïa la brutalitat dels seus mètodes.
Després del triomf de la revolució liberal del 1820 el capità general Elío va ser executat.